# Schistidium venetum
Schistidium venetum là một loài Rêu trong họ Grimmiaceae. Loài này được H.H. Blom mô tả khoa học đầu tiên năm 1996.